# فيليب أوليفر (سياسي)
فيليب أوليفر (بالإنجليزية: Philip Oliver)‏ هو سياسي بريطاني وبريطاني (وحمل سابقاً جنسية المملكة المتحدة لبريطانيا العظمى وأيرلندا)، ولد في 20 أغسطس 1884، وتوفي في 12 أبريل 1954. حزبياً، نشط في الحزب الليبرالي. في الانتخابات العامة في المملكة المتحدة 1923 ‏، انتخب عضو برلمان المملكة المتحدة الـ33 عن دائرة مانتشستر بلاكليي (6 ديسمبر 1923 – 9 أكتوبر 1924) وفي الانتخابات العامة في المملكة المتحدة 1929 ‏، انتخب عضو برلمان المملكة المتحدة الـ35 عن دائرة مانتشستر بلاكليي (30 مايو 1929 – 7 أكتوبر 1931).